# Premi BAFTA 1954
I premi della 7ª edizione dei British Academy Film Awards furono conferiti dalla British Academy of Film and Television Arts alle migliori produzioni cinematografiche del 1953.

## Vincitori e candidati

### Miglior film internazionale (Best Film from any Source)
- Giochi proibiti (Jeux interdits), regia di René Clément
- Il bruto e la bella (The Bad and the Beautiful), regia di Vincente Minnelli
- Il cavaliere della valle solitaria (Shane), regia di George Stevens
- I confini del proibito (The Kidnappers), regia di Philip Leacock
- Da qui all'eternità (From Here to Eternity), regia di Fred Zinnemann
- Don Camillo, regia di Julien Duvivier
- Due soldi di speranza, regia di Renato Castellani
- Giulio Cesare (Julius Caesar), regia di Joseph L. Mankiewicz
- L'incubo dei Mau Mau (The Heart of the Matter), regia di George More O'Ferrall
- Lili, regia di Charles Walters
- Mare crudele (The Cruel Sea), regia di Charles Frend
- The Medium, regia di Gian Carlo Menotti
- Mogambo, regia di John Ford
- Moulin Rouge, regia di John Huston
- La rivale di mia moglie (Genevieve), regia di Henry Cornelius (1953)
- Siamo tutti assassini (Nous sommes tous des assassins), regia di André Cayatte
- Il sole splende alto (The Sun Shines Bright), regia di John Ford
- Torna, piccola Sheba (Come Back, Little Sheba), regia di Daniel Mann
- Vacanze romane (Roman Holiday), regia di William Wyler

### Miglior film britannico (Best British Film)
- La rivale di mia moglie (Genevieve)
- I confini del proibito (The Kidnappers)
- L'incubo dei Mau Mau (The Heart of the Matter)
- Mare crudele (The Cruel Sea)
- Moulin Rouge

### Miglior attore britannico (Best British Actor)
- John Gielgud - Giulio Cesare (Julius Caesar)
- Jack Hawkins - Mare crudele (The Cruel Sea)
- Trevor Howard - L'incubo dei Mau Mau (The Heart of the Matter)
- Duncan MacRae - I confini del proibito (The Kidnappers)
- Kenneth More - La rivale di mia moglie (Genevieve)

### Migliore attrice britannica (Best British Actress)
- Audrey Hepburn - Vacanze romane (Roman Holiday)
- Celia Johnson - Il paradiso del Capitano Holland (The Captain's Paradise)

### Miglior attore straniero (Best Foreign Actor)
- Marlon Brando - Giulio Cesare (Julius Caesar)
- Eddie Albert - Vacanze romane (Roman Holiday)
- Van Heflin - Il cavaliere della valle solitaria (Shane)
- Claude Laydu - Il diario di un curato di campagna (Journal d'un curé de campagne)
- Marcel Mouloudji - Siamo tutti assassini (Nous sommes tous des assassins)
- Gregory Peck - Vacanze romane (Roman Holiday)
- Spencer Tracy - L'attrice (The Actress)

### Migliore attrice straniera (Best Foreign Actress)
- Leslie Caron - Lili
- Shirley Booth - Torna, piccola Sheba (Come Back, Little Sheba)
- Marie Powers - The Medium
- Maria Schell - L'incubo dei Mau Mau (The Heart of the Matter)

### Migliore attore o attrice debuttante (Most Promising Newcomer to Film)
- Norman Wisdom – Precipitevolissimevolmente (Trouble in Store)
- Colette Marchand – Moulin Rouge

### Miglior documentario (Best Documentary Film)
- The Conquest of Everest, regia di George Lowe
- Crin blanc: Le cheval sauvage, regia di Albert Lamorisse
- Images Médiévales, regia di William Novick
- Kumak, The Sleepy Hunter, regia di Alma Duncan
- Mille Miglia, regia di Bill Mason
- Operation Hurricane
- Pescatori alati (Water Birds), regia di Ben Sharpsteen
- Teeth of the Wind
- Vo l'dakh okeana, regia di Aleksandr Zguridi
- World Without End, regia di Richard Kroehling

### Premio UN (UN Award)
- World Without End
- Johnny on the Run, regia di Lewis Gilbert
- Teeth of the Wind